# Souleymane Youla
Souleymane Youla (Conakry, 1981. november 29. –) guineai labdarúgó, 2014 és 2016 között a magyar OTP Bank Ligában szereplő Budapest Honvéd játékosa. Rendelkezik török állampolgársággal is, a neve ebben a formában Süleyman Yula.

## Klubpályafutása
Youla profi karrierje 1999-ben kezdődött Belgiumban, amikor a Lokeren az Anderlechtbe távozó Jan Koller pótlására szerződtették. Sikeres szezont zárt, 14 meccsen 9 gólt szerzett, mielőtt őt is szerződtette az Anderlecht. Az Anderlechtben erős verseny fogadta, olyan játékosokkal játszhatott együtt, mint Koller, Tomasz Radzinski, Aruna Dindane és Oleg Iachtchouk. Youla mindössze egy szezont játszott a brüsszeli csapatban, de a klub drukkereinek emlékezetes maradt az ápolási ideje, amivel megnyerték a PSV Eindhoven elleni meccsüket. Ekkor dőlt el, hogy csoportgyőztesként jutnak a 2000–2001-es UEFA-bajnokok ligája nyolcaddöntőjébe.
Youla ezután Törökországba költözött, ahol a Gençlerbirliği SK játékosa lett, és öt szezont játszott az első csapat tagjaként. Később a Beşiktaş JK igazolta le, de kevesebb játéklehetőséget kapott, és kölcsönadták egy szezonra a francia FC Metznek. A Metzben fedezte fel a Lille, amely 2007-ben szerződtette is. Utána egy szezonban, amikor nem kapott volna sok lehetőséget, kölcsönben visszatérhetett Törökországba, az Eskişehirsporhoz, ahol együtt játszott Ümit Karannal. A következő szezonban az átigazolás véglegessé vált. Ezután Youla két másik szezont töltött még a török bajnokságban a Denizlispor és az Orduspor csapatával. A 2010–2011-es szezon után munkanélkülivé vált 2012. novemberéig, amikor is a belga Sint-Niklaas alkalmazta, hogy megragadjon a belga másodosztályban a csapat.

### Kispesten
2014 júniusában igazolta le a Budapest Honvéd. Jól beilleszkedett és a csapat egyik leggólveszélyesebb támadója lett, bár képes volt a Honvéd–Kecskemét (2–0) bajnokin ordító helyzetet is kihagyni. A 2015–16-os évadban jól kezdett, az első bajnokin az ő góljával győzték le a címvédő Videotont. A 2015-16-os idény végén bejelentette, hogy két szezon után távozik a kispesti klubtól. 2016 május 24-én hivatalosan is az amerikai másodosztályban (NASL) szereplő Indy Eleven csapatához szerződött.

## Válogatott pályafutása
Tagja volt a guineai 2004-es afrikai nemzetek kupája csapatnak, akik a csoportkörben a második helyen végeztek. A csapat eljutott a negyeddöntőkig, ahol vereséget szenvedtek Malitól. Youla jelenleg is tagja a guineai labdarúgó-válogatottnak-.

## Statisztikák

### Góljai a guineai válogatottban
| #                    | Dátum               | Ellenfél     | Eredmény | Kiírás              | Esemény               |
| -------------------- | ------------------- | ------------ | -------- | ------------------- | --------------------- |
| 1. és 2.             | 2000. április 8.    | Uganda       | 4 – 4    | Vb-selejtező        | 56' 82'               |
| 3.                   | 2000. június 18.    | Zimbabwe     | 3 – 0    | Vb-selejtező        | 60'                   |
| 4.                   | 2000. július 1.     | Gambia       | 2 – 2    | ANK-selejtező       | 80'                   |
| 5.                   | 2000. július 9.     | Burkina Faso | 3 – 2    | Vb-selejtező        | 12'                   |
| 6.                   | 2000. július 16.    | Gambia       | 2 – 0    | ANK-selejtező       | 90'                   |
| 7. és 8.             | 2003. július 6.     | Etiópia      | 3 – 0    | ANK-selejtező       | 32' 72'               |
| 9.                   | 2003. november 16.  | Mozambik     | 4 – 3    | Vb-selejtező        | 14'                   |
| 10.                  | 2004. szeptember 5. | Botswana     | 4 – 0    | Vb-selejtező        | 54' 61'               |
| 11., 12., 13. és 14. | 2008. január 11.    | Szudán       | 6 – 0    | barátságos mérkőzés | Gól · Gól · Gól · Gól |
| 15.                  | 2008. január 28.    | Namíbia      | 1 – 1    | ANK-csoportkör      | 62' 75'               |
| 16. és 17.           | 2009. augusztus 12. | Egyiptom     | 3 – 3    | barátságos mérkőzés | 30' 40'               |